# Oleksij Olijnyk
Oleksij Oleksijovyč Olijnyk (in ucraino Олексі́й Олексі́йович Олі́йник?; in russo Алексе́й Алексе́евич Оле́йник?, Aleksej Alekseevič Olejnik; traslitterazione anglosassone: Oleksiy Oleksiyovych Oliynyk o Alexey Alexeyevich Oleynik; Charkiv, 20 giugno 1977) è un artista marziale misto ucraino naturalizzato russo dal 2014, il suo nome può essere pertanto indicato anche come Aleksej Aleksejevič Olejnik.
Combatte nella divisione dei pesi massimi per l'organizzazione statunitense UFC. In passato ha militato anche nelle promozioni Bellator, M-1 Global e KSW.

## Caratteristiche tecniche
Olijnyk è un lottatore che predilige la lotta a terra, dove è solito mettere in mostra un ampio bagaglio di sottomissioni. Non disdegna comunque la lotta in piedi, dove dimostra buone doti da incassatore.

## Carriera nelle arti marziali miste

### Ultimate Fighting Championship
Con un brillante passato in varie competizioni di grappling e un record nelle MMA professionistiche che già annoverava più di cinquanta vittorie, nel 2014 Olijnyk viene messo sotto contratto dalla UFC; al debutto batte per sottomissione Anthony Hamilton il 28 giugno mentre il 22 novembre vince per KO tecnico contro Jared Rosholt ottenendo anche il suo primo riconoscimento come Performance of the Night. Successivamente si rendono necessarie alcune operazioni chirurgiche alle ginocchia, che lo tengono fuori dalle competizioni fino al 2016.
Il 13 giugno, al rientro, viene sconfitto per decisione a maggioranza dal polacco Daniel Omielańczuk. Il 15 gennaio 2017 combatte contro Viktor Pešta imponendosi alla prima ripresa tramite ezekiel choke, una tipologia di sottomissione mai eseguita prima nella storia della UFC: tale prestazione gli vale il secondo riconoscimento Performance of the Night.
Torna a combattere sei mesi dopo imponendosi tramite sottomissione al secondo round su Travis Browne l'8 luglio 2017; il 4 novembre perde contro Curtis Blaydes per stop medico.
Il 12 maggio 2018 torna alla vittoria ancora tramite una ezekiel choke contro il giovane brasiliano Junior Albini e il 15 settembre seguente batte in Russia Mark Hunt con una rear-naked choke al primo round. Entrambe le vittorie gli fruttano ancora il riconoscimento Performance of the Night.
Il 20 aprile 2019 sostituisce Aleksandr Volkov come avversario dell'ex campione Strikeforce Alistair Overeem, che lo batte per KO tecnico alla fine della prima ripresa.

## Risultati nelle arti marziali miste
| Risultato | Record  | Avversario              | Metodo                                   | Evento                                                   | Data              | Round | Tempo | Città                      | Note                                  |
| --------- | ------- | ----------------------- | ---------------------------------------- | -------------------------------------------------------- | ----------------- | ----- | ----- | -------------------------- | ------------------------------------- |
| Vittoria  | 60-16-1 | Jared Vanderaa          | Sottomissione (scarf-hold)               | UFC 273                                                  | 9 aprile 2022     | 1     | 3:39  | Jacksonville, Stati Uniti  |                                       |
| Sconfitta | 59-16-1 | Sergey Spivak           | Decisione (unanime)                      | UFC on ESPN: The Korean Zombie vs Ige                    | 19 giugno 2021    | 3     | 5:00  | Las Vegas, Stati Uniti     |                                       |
| Sconfitta | 59-15-1 | Chris Daukaus           | KO tecnico (pugni)                       | UFC Fight Night: Blaydes vs. Lewis                       | 20 febbraio 2021  | 1     | 1:55  | Las Vegas, Stati Uniti     |                                       |
| Sconfitta | 59-14-1 | Derrick Lewis           | KO tecnico (pugni)                       | UFC Fight Night: Lewis vs. Oleinik                       | 8 agosto 2020     | 2     | 0:21  | Las Vegas, Stati Uniti     |                                       |
| Vittoria  | 59-13-1 | Fabrício Werdum         | Decisione (non unanime)                  | UFC 249: Ferguson vs. Gaethje                            | 9 maggio 2020     | 3     | 5:00  | Jacksonville, Stati Uniti  |                                       |
| Vittoria  | 58-13-1 | Maurice Greene          | Sottomissione (armbar)                   | UFC 246: McGregor vs. Cowboy                             | 18 gennaio 2020   | 2     | 4:38  | Las Vegas, Stati Uniti     | Performance of the Night              |
| Sconfitta | 57-13-1 | Walt Harris             | KO (pugno)                               | UFC on ESPN: dos Anjos vs. Edwards                       | 20 luglio 2019    | 1     | 0:12  | San Antonio, Stati Uniti   |                                       |
| Sconfitta | 57-12-1 | Alistair Overeem        | KO tecnico (ginocchiate e pugni)         | UFC Fight Night: Overeem vs. Oleinik                     | 20 aprile 2019    | 1     | 4:45  | Mosca, Russia              |                                       |
| Vittoria  | 57-11-1 | Mark Hunt               | Sottomissione (rear-naked choke)         | UFC Fight Night: Hunt vs. Olejnik                        | 15 settembre 2018 | 1     | 4:26  | Mosca, Russia              | Performance of the Night              |
| Vittoria  | 56-11-1 | Júnior Albini           | Sottomissione (Ezekiel choke)            | UFC 224: Nunes vs. Pennington                            | 12 maggio 2018    | 1     | 1:45  | Rio de Janeiro, Brasile    | Performance of the Night              |
| Sconfitta | 55-11-1 | Curtis Blaydes          | KO tecnico (stop medico)                 | UFC 217: Bisping vs. St-Pierre                           | 4 novembre 2017   | 2     | 1:56  | New York, Stati Uniti      |                                       |
| Vittoria  | 55-10-1 | Travis Browne           | Sottomissione (rear-naked choke)         | UFC 213: Romero vs. Whittaker                            | 8 luglio 2017     | 2     | 3:44  | Las Vegas, Stati Uniti     |                                       |
| Vittoria  | 54-10-1 | Viktor Pešta            | Sottomissione (Ezekiel choke)            | UFC Fight Night: Rodriguez vs. Penn                      | 15 gennaio 2017   | 1     | 2:57  | Phoenix, Stati Uniti       | Performance of the Night              |
| Sconfitta | 53-10-1 | Daniel Omielańczuk      | Decisione (maggioritaria)                | UFC Fight Night: McDonald vs. Lineker                    | 13 luglio 2016    | 3     | 5:00  | Sioux Falls, Stati Uniti   |                                       |
| Vittoria  | 53-9-1  | Jared Rosholt           | KO (pugni)                               | UFC Fight Night: Edgar vs. Swanson                       | 22 novembre 2014  | 1     | 3:21  | Austin, Stati Uniti        | Performance of the Night              |
| Vittoria  | 52-9-1  | Anthony Hamilton        | Sottomissione (scarf-hold headlock)      | UFC Fight Night: Swanson vs. Stephens                    | 28 giugno 2014    | 1     | 2:18  | San Antonio, Stati Uniti   | Debutto in UFC                        |
| Vittoria  | 51-9-1  | Mirko Cro Cop           | Sottomissione (scarf-hold headlock)      | Legend Fight Show 2                                      | 8 novembre 2013   | 1     | 4:42  | Mosca, Russia              |                                       |
| Vittoria  | 50-9-1  | Dion Staring            | Sottomissione (arm-triangle choke)       | ProFC 50                                                 | 16 ottobre 2013   | 1     | 4:42  | Rostov, Russia             |                                       |
| Vittoria  | 49-9-1  | Jeff Monson             | Sottomissione (rear-naked choke)         | Oplot Challenge 54                                       | 20 giugno 2013    | 2     | 2:12  | Kharkiv, Ucraina           |                                       |
| Vittoria  | 48-9-1  | Tony Lopez              | Sottomissione (triangle choke)           | Oplot Challenge 53                                       | 20 aprile 2013    | 3     | 3:19  | Kharkiv, Ucraina           |                                       |
| Vittoria  | 47-9-1  | Leo Pla                 | KO Tecnico (pugni)                       | Oplot Challenge 43                                       | 16 marzo 2013     | 1     | 2:56  | Kharkiv, Ucraina           |                                       |
| Vittoria  | 46-9-1  | Martin Hudey            | Sottomissione (rear-naked choke)         | Oplot Challenge 12                                       | 10 novembre 2012  | 1     | 1:48  | Kharkiv, Ucraina           |                                       |
| Vittoria  | 45-9-1  | Mike Stewart            | Sottomissione (scarf-hold headlock)      | WCMMA 1                                                  | 15 settembre 2012 | 2     | 1:03  | Ledyard, Stati Uniti       | Vince il titolo pesi massimi WCMMA    |
| Vittoria  | 44-9-1  | Jerry Otto              | Sottomissione (Ezekiel choke)            | SK Oplot 2                                               | 13 maggio 2012    | 1     | 2:20  | Kharkiv, Ucraina           |                                       |
| Vittoria  | 43-9-1  | Sergey Terezinov        | Sottomissione (armbar)                   | SK Oplot 1                                               | 25 marzo 2012     | 1     | 1:05  | Mosca, Russia              |                                       |
| Sconfitta | 42-9-1  | Jeff Monson             | Decisione (non unanime)                  | M-1 Challenge 31                                         | 16 marzo 2012     | 3     | 5:00  | Mosca, Russia              |                                       |
| Sconfitta | 42-8-1  | Magomed Malikov         | KO Tecnico (pugni)                       | Fight Star                                               | 22 luglio 2011    | 1     | 2:39  | Anapa, Russia              |                                       |
| Vittoria  | 42-7-1  | Ernest Kostanyan        | Sottomissione (rear-naked choke)         | Razdolie Cup                                             | 26 giugno 2011    | 1     | 1:22  | Mosca, Russia              |                                       |
| Sconfitta | 41-7-1  | Neil Grove              | KO Tecnico (calcio al corpo e pugni)     | Bellator 29                                              | 16 settembre 2010 | 1     | 0:45  | Milwaukee, Stati Uniti     | Semifinale torneo pesi massimi        |
| Vittoria  | 41-6-1  | Mike Hayes              | Decisione (non unanime)                  | Bellator 26                                              | 26 agosto 2010    | 3     | 5:00  | Kansas City, Stati Uniti   | Quarti di finale torneo pesi massimi  |
| Sconfitta | 40-6-1  | Michał Kita             | KO Tecnico (pugni)                       | IAFC: Mayor's Cup 2009                                   | 28 novembre 2009  | 1     | 1:17  | San Pietroburgo, Russia    | Finale Mayor's Cup                    |
| Vittoria  | 40-5-1  | Thiago dos Santos       | Sottomissione (rear-naked choke)         | IAFC: Mayor's Cup 2009                                   | 28 novembre 2009  | 1     | 4:22  | San Pietroburgo, Russia    | Secondo Round Mayor's Cup             |
| Vittoria  | 39-5-1  | Eddy Bengtsson          | Sottomissione (pugni)                    | IAFC: Mayor's Cup 2009                                   | 28 novembre 2009  | 2     | 1:55  | San Pietroburgo, Russia    | Primo Incontro Mayor's Cup            |
| Pareggio  | 38-5-1  | Rogent Lloret           | Decisione (unanime)                      | M-1 Global: Breakthrough                                 | 28 agosto 2009    | 3     | 5:00  | Kansas City, Stati Uniti   |                                       |
| Vittoria  | 38-5    | Lee Sang-Soo            | Sottomissione (Ezekiel choke)            | M-1 Challenge 12: USA                                    | 21 febbraio 2009  | 2     | 4:27  | Tacoma, Stati Uniti        |                                       |
| Vittoria  | 37-5    | Jessie Gibbs            | Sottomissione (Ezekiel choke)            | M-1 Challenge 11: 2009 Challenge Finals                  | 11 gennaio 2009   | 2     | 3:42  | Amstelveen, Paesi Bassi    |                                       |
| Vittoria  | 36-5    | Islam Dadalov           | KO Tecnico (pugni)                       | ProFC: President Cup                                     | 25 ottobre 2008   | 1     | 2:33  | San Pietroburgo, Russia    | Vince la ProFC Russian Presidents Cup |
| Vittoria  | 35-5    | Abdülhalik Magomedov    | Sottomissione (heel hook)                | ProFC: President Cup                                     | 25 ottobre 2008   | 1     | 0:48  | San Pietroburgo, Russia    |                                       |
| Vittoria  | 34-5    | Telman Sherifov         | Sottomissione (guillotine choke)         | ProFC: Grand Prix                                        | 4 ottobre 2008    | 1     | 1:25  | San Pietroburgo, Russia    |                                       |
| Vittoria  | 33-5    | Oleg Kutepov            | Sottomissione (inverted armbar)          | ProFC: Grand Prix                                        | 4 ottobre 2008    | 1     | 1:21  | San Pietroburgo, Russia    |                                       |
| Vittoria  | 32-5    | Baga Agaev              | Sottomissione (scarf-hold armlock)       | ProFC: Grand Prix                                        | 4 ottobre 2008    | 1     | 3:47  | San Pietroburgo, Russia    |                                       |
| Sconfitta | 31-5    | Konstantyn Stryzhak     | KO Tecnico (pugni)                       | CSFU: Champions League                                   | 13 settembre 2008 | 1     | 4:20  | Poltava, Ucraina           |                                       |
| Vittoria  | 31-4    | Makasharip Makasharipov | Decisione (unanime)                      | CSFU: Champions League                                   | 13 settembre 2008 | 3     | 5:00  | Poltava, Ucraina           |                                       |
| Vittoria  | 30-4    | Alexander Timonov       | Sottomissione (Ezekiel choke)            | M-1 Challenge 4: Battle on the Neva 2                    | 27 giugno 2008    | 1     | 1:09  | San Pietroburgo, Russia    |                                       |
| Vittoria  | 29-4    | Daniel Dowda            | Decisione (unanime)                      | KSW IX: Konfrontacja                                     | 9 maggio 2008     | 2     | 5:00  | Varsavia, Polonia          | Incontro catchweight (209 lbs)        |
| Sconfitta | 28-4    | Chris Tuchscherer       | Decisione (unanime)                      | YAMMA Pit Fighting                                       | 11 aprile 2008    | 1     | 5:00  | Atlantic City, Stati Uniti | Semifinale YAMMA Pit Fighting         |
| Vittoria  | 28-3    | Sherman Pendergarst     | Sottomissione (Ezekiel choke)            | YAMMA Pit Fighting                                       | 11 aprile 2008    | 1     | 4:18  | Atlantic City, Stati Uniti | Quarti di finale YAMMA Pit Fighting   |
| Vittoria  | 27-3    | Gela Getsadze           | KO Tecnico (pugni)                       | Mix Fight Tournament                                     | 14 dicembre 2007  | 1     | 1:48  | Jaroslavl', Russia         |                                       |
| Vittoria  | 26-3    | Ishkhan Zakharian       | Sottomissione (armbar)                   | Mix Fight Tournament                                     | 14 dicembre 2007  | 1     | 2:56  | Jaroslavl', Russia         |                                       |
| Vittoria  | 25-3    | Andrey Oleinik          | Sottomissione (heel hook)                | Mix Fight Tournament                                     | 14 dicembre 2007  | 1     | 1:30  | Jaroslavl', Russia         |                                       |
| Vittoria  | 24-3    | Timur Gasanov           | Sottomissione (Ezekiel choke)            | Perm Regional MMA Federation: MMA Professional Cup       | 23 novembre 2007  | 1     | 1:19  | Perm', Russia              |                                       |
| Vittoria  | 23-3    | Alavutdin Gadzhiyev     | Sottomissione (Ezekiel choke)            | Perm Regional MMA Federation: MMA Professional Cup       | 23 novembre 2007  | 1     | 0:46  | Perm', Russia              |                                       |
| Vittoria  | 22-3    | Adlan Amagov            | Sottomissione (Ezekiel choke)            | Perm Regional MMA Federation: MMA Professional Cup       | 23 novembre 2007  | 1     | 1:00  | Perm', Russia              |                                       |
| Vittoria  | 21-3    | Krzysztof Kułak         | Sottomissione (bulldog choke)            | KSW 8                                                    | 10 novembre 2007  | 1     | 2:50  | Varsavia, Polonia          | Vince il torneo pesi massimi KSW      |
| Vittoria  | 20-3    | Karol Bedorf            | Sottomissione (triangle choke)           | KSW 8                                                    | 10 novembre 2007  | 1     | 1:03  | Varsavia, Polonia          |                                       |
| Vittoria  | 19-3    | Lukasz Wos              | Sottomissione (rear-naked choke)         | KSW 8                                                    | 10 novembre 2007  | 1     | 0:50  | Varsavia, Polonia          |                                       |
| Vittoria  | 18-3    | Shamil Nurmagomedov     | Sottomissione (Ezekiel choke)            | Legion Fight 1                                           | 20 ottobre 2007   | 1     | N/A   | Rostov sul Don, Russia     |                                       |
| Sconfitta | 17-3    | Chael Sonnen            | Decisione (unanime)                      | BodogFight                                               | 2 dicembre 2006   | 3     | 5:00  | Vancouver, Canada          |                                       |
| Vittoria  | 17-2    | Ishkhan Zakharian       | Sottomissione (triangle choke)           | Legion Fight: Black Sea Cup                              | 15 agosto 2006    | 1     | 1:21  | Anapa, Russia              |                                       |
| Vittoria  | 16-2    | Vladimir Rudakov        | Sottomissione (triangle choke)           | IAFC: Cup of Russia in Professional Pankration           | 14 aprile 2006    | 1     | 2:41  | Novosibirsk, Russia        | Vince la Pankration Cup of Russia     |
| Vittoria  | 15-2    | Magomed Sultanakhmedov  | Sottomissione (arm-triangle choke)       | IAFC: Cup of Russia in Professional Pankration           | 14 aprile 2006    | 1     | 0:35  | Novosibirsk, Russia        |                                       |
| Vittoria  | 14-2    | Shavkat Urakov          | Sottomissione (rear-naked choke)         | IAFC: Cup of Russia in Professional Pankration           | 14 aprile 2006    | 1     | 0:41  | Novosibirsk, Russia        |                                       |
| Sconfitta | 13-2    | Flavio Luiz Moura       | Sottomissione tecnica (rear-naked choke) | M-1 MFC: Middleweight GP                                 | 9 ottobre 2004    | 1     | 1:11  | San Pietroburgo, Russia    |                                       |
| Vittoria  | 13-1    | Marcelo Alfaya          | Decisione (unanime)                      | M-1 MFC: Middleweight GP                                 | 9 ottobre 2004    | 2     | 5:00  | San Pietroburgo, Russia    |                                       |
| Vittoria  | 12-1    | Azred Telkusheev        | Sottomissione (heel hook)                | M-1: Middleweight Grand Prix                             | 27 agosto 2004    | 1     | 0:38  | San Pietroburgo, Russia    |                                       |
| Vittoria  | 11-1    | Ubaidula Chopolaev      | Sottomissione (rear-naked choke)         | M-1: Middleweight Grand Prix                             | 27 agosto 2004    | 1     | 0:48  | San Pietroburgo, Russia    |                                       |
| Vittoria  | 10-1    | Ramin Tagiev            | Sottomissione (rear-naked choke)         | M-1: Middleweight Grand Prix                             | 27 agosto 2004    | 1     | 2:03  | San Pietroburgo, Russia    |                                       |
| Vittoria  | 9-1     | Igor Bondarenko         | Sottomissione (rear-naked choke)         | Land of Peresvit                                         | 7 dicembre 2001   | 1     | 2:03  | Kiev, Ucraina              |                                       |
| Vittoria  | 8-1     | Gennadiy Matsigora      | KO Tecnico (pugni)                       | Land of Peresvit                                         | 7 dicembre 2001   | 1     | 2:25  | Kiev, Ucraina              |                                       |
| Vittoria  | 7-1     | Gennadiy Matsigora      | Sottomissione (armbar)                   | InterPride 1999                                          | 16 maggio 1999    | 1     | 2:03  | Kharkiv, Ucraina           |                                       |
| Vittoria  | 6-1     | Vladimir Malyshev       | KO Tecnico (pugni)                       | InterPride 1999                                          | 16 maggio 1999    | 1     | 2:30  | Kharkiv, Ucraina           |                                       |
| Vittoria  | 5-1     | Clarence Thatch         | KO Tecnico (sottomissione ai pugni)      | International Super Challenge 1998                       | 16 marzo 1998     | 1     | 3:43  | Kiev, Ucraina              |                                       |
| Sconfitta | 4-1     | Leonid Efremov          | Sottomissione (rear-naked choke)         | IAFC: Absolute Fighting Championship 2                   | 30 aprile 1997    | 1     | 2:48  | Mosca, Russia              |                                       |
| Vittoria  | 4-0     | Igor Akinin             | Sottomissione (guillotine Choke)         | IAFC: Absolute Fighting Championship 2                   | 30 aprile 1997    | 1     | 1:20  | Mosca, Russia              |                                       |
| Vittoria  | 3-0     | Artem Kondratko         | Sottomissione (rear-naked choke)         | Minamoto Clan: Ukraine Open No Holds Barred Championship | 10 novembre 1996  | 1     | 4:09  | Kharkov, Ucraina           |                                       |
| Vittoria  | 2-0     | Sergey Zalikhvatko      | KO Tecnico (pugni)                       | Minamoto Clan: Ukraine Open No Holds Barred Championship | 10 novembre 1996  | 1     | 1:52  | Kharkov, Ucraina           |                                       |
| Vittoria  | 1-0     | Alexandr Kruglenko      | Sottomissione (rear-naked choke)         | Minamoto Clan: Ukraine Open No Holds Barred Championship | 10 novembre 1996  | 1     | 3:06  | Kharkov, Ucraina           |                                       |